# 孔毓圻

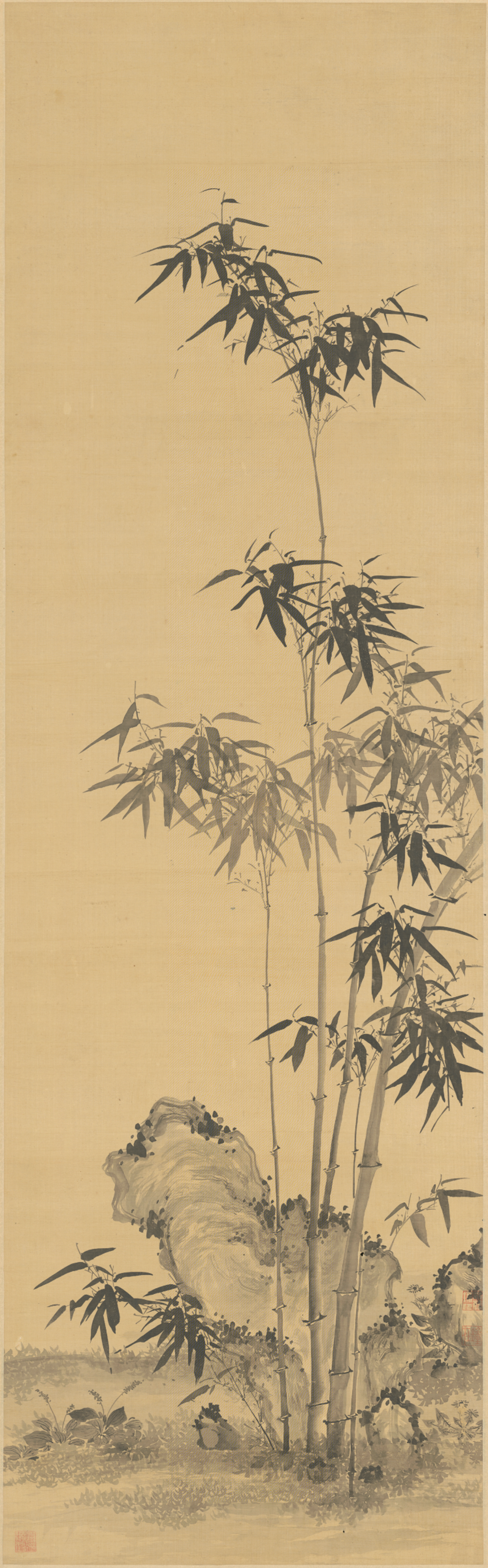
孔毓圻绘《竹石图》（北京故宫博物院藏）

孔毓圻（1657年8月31日—1723年12月8日），字鍾在、又字翊宸，號蘭堂，山東曲阜人。孔子第六十七代嫡長孫。
孔毓圻生於順治十四年（1657年）七月二十二日丑時；康熙六年十一月二十四日（1668年1月7日）父親孔興燮過世:11-12，孔毓圻於次年康熙七年正月十九日（1668年3月1日）受命襲封衍聖公。康熙九年（1670年），授光祿大夫，康熙十五年（1676年），晉階太子少師。好詩文，工擘窠大字，善畫墨蘭，得元人趙孟頫之旨。雍正元年（1723年）十一月十一日午時過世，享壽六十七歲，諡恭愨:11-12。著有《蘭堂集》、《幸鲁盛典》。

## 家庭

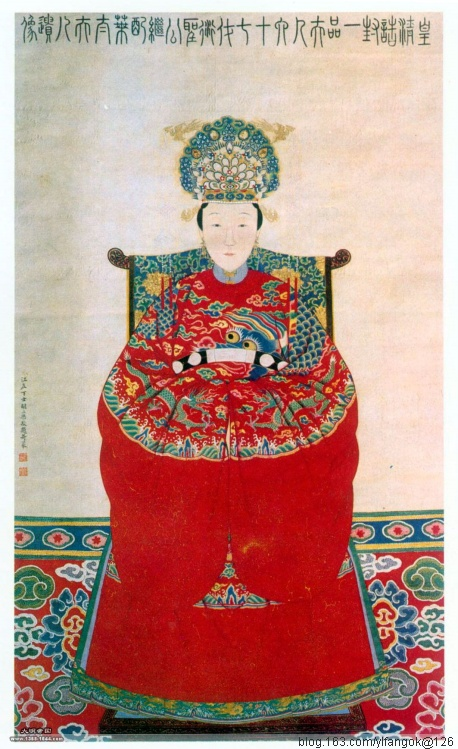
皇清誥封一品夫人六十七代衍聖公繼配葉夫人（葉粲英）遺像

- 父：孔興燮（1636年—1668年），順治五年（1648年）承襲衍聖公。
- 母：呂氏（1638年—1718年），孔興燮繼配，大寧都指揮使司指揮使呂茂勳孫女、呂邦爝長女。[註 1]
  - 元配：張氏（1654年—1679年），淶水人，兵部尚書、都察院右副都御史張鉉錫長女。[註 2]
    - 嫡長子：孔傳鐸（1674年—1735年），雍正元年（1723年）承襲衍聖公。
    - 次子：孔傳鋕（1678年—1731年），字振文，號西銘，翰林院五經博士。有二子四女，都是庶出。[註 3][1]:博觀堂
      - 孫女：孔韞玉，嫁給正白旗漢軍旗人、拜唐阿羅萬年（陝西神木道按察使司副使羅景的兒子）。
      - 孫女：孔懷珠，嫁給江蘇太倉人、監生王憬（詹事府詹事王奕清之子）。
      - 孫女：孔靜媛，嫁給江蘇常熟人、寶坻縣知縣蔣棆；她的妹妹孔晉禧也嫁給蔣棆。

    - 長女婿：張懋齡，四川遂寧人，任江南淮安府海防、山安同知；文華殿大學士兼吏部尚書張鵬翮次子。
      - 外孫女婿：蔡成龍，礼部尚书蔡升元之子。
      - 外孫：張勤輔，配沙氏（祖父為孔毓圻妹夫沙汝洛）
      - 外孫：張勤政，監生，继娶孔興擴之女。

  - 繼配：葉粲英（1666年—1692年），蘇州府崑山人；太常寺卿葉重華孫女、山东按察副使葉方恆第三女[註 2]，工诗善画。
    - 次女婿：王樗，睢州人，康熙辛卯科（1711年）舉人；福建建邵道布政使司參議王式穀的兒子。
    - 三女婿：丁松，内务府正黄旗包衣，官至慎刑司郎中兼佐领（父內務府大臣丁皂保，母高佳氏系镶黄旗满洲大学士高斌胞姊）。

  - 繼配：黃氏（1677年—1764年），陝西巡撫黃爾性孫女、福建長汀知縣黃華實第八女。[註 2]
    - 三子：孔傳鉦（1705年—1747年），字振遠，號松皋，正一品廕生，授奉直大夫、贈朝議大夫。有一子二女，都是庶出。[註 4][1]:炊經堂
      - 孫：孔繼涵（1739年—1784年），乾隆三十六年（1771年）辛卯恩科進士，官至戶部雲南司主事。
      - 孫女：孔蘭徵，嫁給單縣人、候選布政司理問朱鵬程。
      - 孫女：孔蘭召，嫁給山東諸城人、山西平陽府通判王元點（王棠第三子）。

    - 四子：孔傳鏞，出繼給叔父孔毓埏。
    - 四女婿：黃登賢（1709年—1776年），順天府大興縣（今北京市大興區）人，曾任都察院右副都御史；曾任詹事府詹事、加侍郎銜黃叔琳的長子。

## 附註
1. ↑  「繼配呂氏，宛平人，大寧都指揮使司指揮使茂勳孫女，邦爝長女。明崇禎十一年八月初十日戌時生，我朝康熙五十七年三月十六日戌時卒，年八十一」
2. 1 2 3  「夫人張氏，宛平人，總督直隸山東河南軍務兵部尚書都察院右副都御史鉉錫長女。順治十一年二月十二日戌時生，康熙十八年十一月初三日戌時卒，年二十六。繼配葉氏，諱粲英，崑山人，太常寺卿重華孫女、山東按察使司副使分巡濟寧道方恆第三女。康熙五年三月十二日午時生，三十一年正月十二日辰時卒，年二十七。黃氏，大興人，陝西巡撫爾性孫女、福建長汀知縣華實第八女。康熙十六年二月初四日丑時生，乾隆二十八年十二月初一日卯時卒，年八十七。子四：傳鐸、傳鋕，張夫人出；傳鉦、傳鏞，黃夫人出，傳鏞出嗣。女四：伯適文華殿大學士兼吏部尚書遂寧張鵬翮次子江南淮安府海防山安同知懋齡，張夫人出。仲適福建延邵道布政使司參議睢州王式穀子康熙辛卯科舉人樗；叔適內務府大臣包衣丁皂保長子慎刑司郎中松；竝葉夫人出。季適侍郎銜原任詹事府詹事大興黃叔琳長子都察院右副都御史登賢；黃夫人出」
3. ↑  「傳鋕，字振文，號西銘，襲翰林院五經博士，誥授通議大夫。康熙十七年八月初九日生，雍正九年六月初二日卒，年五十四……子二：繼浩、繼汧；女四：韞玉，適陝西神木道按察使司副使正白旗漢軍羅景子拜唐阿萬年。懷珠，適詹事府詹事太倉王奕清子監生憬。靜媛，適山西布政使司布政使常熟蔣坰子直隸寶坻縣知縣掄。晉禧，亦適掄。子女竝庶出」
4. ↑  「傳鉦，字振遠，號松皋，正一品廕生、聖廟三品官，誥授奉直大夫，晉贈朝議大夫。康熙四十四年十月十三日生，乾隆十二年八月初一日卒，年四十三。子一，繼涵；女二，蘭徵適候選知縣單縣朱之璲第三子候選布政司理問鵬程。蘭召適光祿寺卿銜直隸分巡口北道諸城王棠第三子山西平陽府通判元點。子女竝庶出」

## 延伸阅读
[在维基数据编辑]
 《清史稿·卷483》，出自趙爾巽《清史稿》
 在维基共享资源阅览影像